# Menhir von Snimnagorta
Der Menhir von Snimnagorta (auch Cloghstuckagh oder Clogh Stuckagh genannt, irisch cloch stocach, „aufrechter Stein“) steht auf einem kleinen Hügel in der Weidelandebene 1,2 Kilometer südwestlich von Ballymore und nördlich von Moate im County Westmeath in Irland.
Der Menhir (englisch Standing stone) misst etwa drei Meter in der Höhe, einen Meter in der Breite und sechzig Zentimeter in der Dicke. Er besteht aus Sandstein und hat zwei „Stufen“ auf einer Seite, die künstlich sein können. Die Packsteine an der Basis sind sehr groß.
In der Nähe steht der Menhir von Moyvoughly.